# Phaeochlaena contingens
Phaeochlaena contingens är en fjärilsart som beskrevs av W. Warren 1904. Phaeochlaena contingens ingår i släktet Phaeochlaena och familjen tandspinnare. Inga underarter finns listade i Catalogue of Life.